# Werner Abegg
Werner Abegg (* 9. Dezember 1903 in Zürich; † 13. Juli 1984 in Bern; heimatberechtigt in Zürich) war ein Schweizer Textilindustrieller, Sammler von Textilien und Stifter der Abegg-Stiftung in Riggisberg.

## Leben und Werk

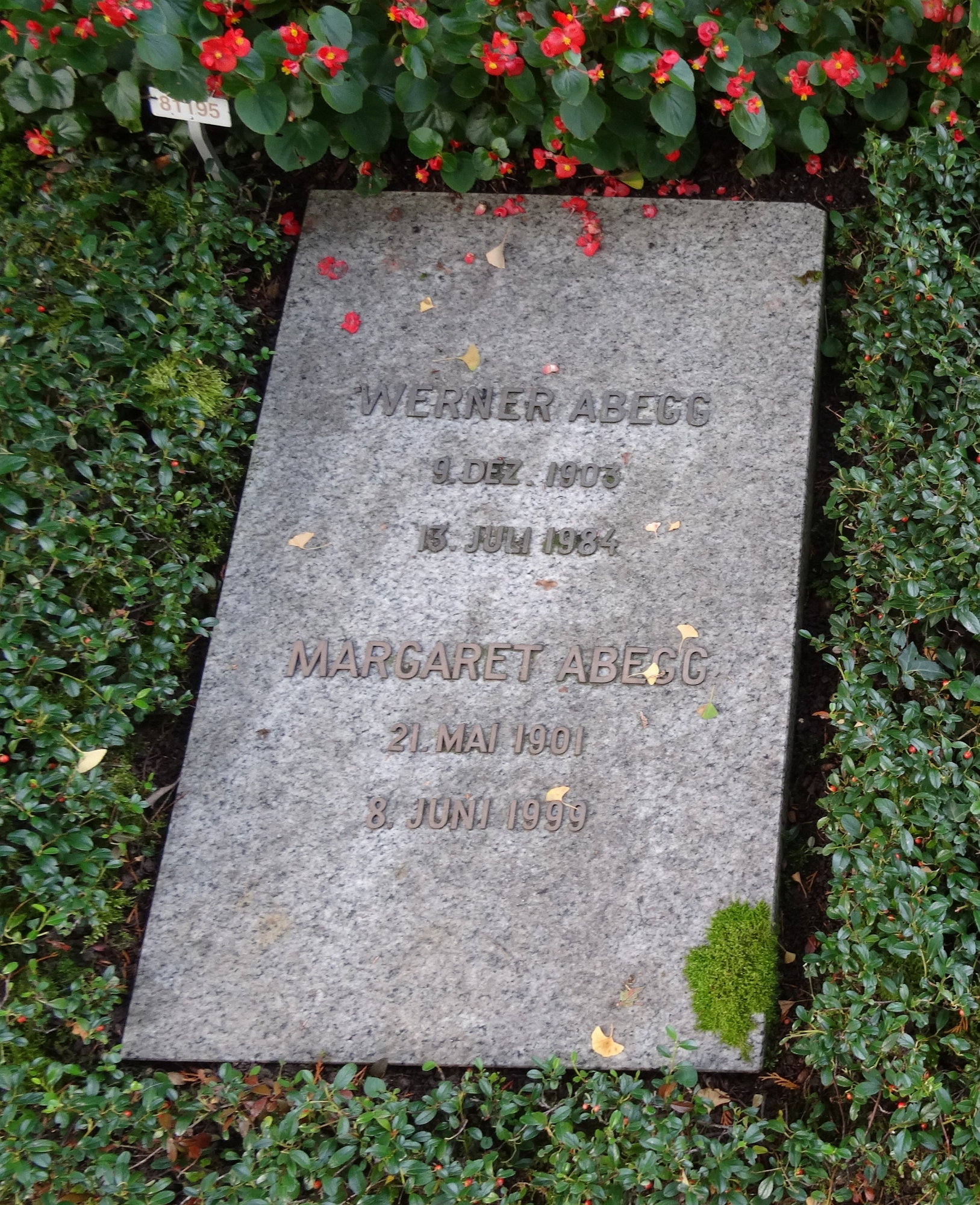
Grab, Friedhof Enzenbühl, Zürich

Werner Abegg war ein Sohn des Textilindustriellen Carl Abegg-Stockar (1860–1943) und der Patrizierin Anna Henriette Stockar (1868–1969) und Enkel von Carl Abegg-Arter. Sein Vater war der Gründer der Rohseidenhandlung Abegg & Co (vormals Rübel & Abegg). Er absolvierte eine kaufmännische Ausbildung in den familieneigenen Textilfabriken im oberitalienischen Perosa Argentina. 1924 übernahm er deren Leitung von seinem Onkel August Abegg und führte zahlreiche Modernisierungen in den Fabrikationsprozessen ein, welche ihm bedeutenden Reichtum einbrachten. 1941 heiratet er Margaret Daniels (1900–1999) aus New York. Das Paar blieb kinderlos. 1947 verkaufte er seine Fabriken in Oberitalien und zog für einige Zeit in die Vereinigten Staaten.
Er war seit 1958 auch Verwaltungsrat der Maschinenfabrik Oerlikon-Bührle.
Bereits in jungen Jahren begann Abegg, historische Textilien, Gemälde und Kunsthandwerk zu sammeln. 1961 gründete er die Abegg-Stiftung und verlegte sie 1967 in einen neu erbauten, repräsentativen Gebäudekomplex nach Riggisberg, wo Abegg auch Wohnsitz nahm. Seine Sammlung geniesst Weltruf.  Nach Abegg wurde die Strasse in Riggisberg, an deren Ende die Abegg-Stiftung liegt, benannt.
Seine Letzte Ruhestätte fand er auf dem Friedhof Enzenbühl in Zürich.